# Dichaetura capricornia
Dichaetura capricornia is een buikharige uit de familie Dichaeturidae. Het dier komt uit het geslacht Dichaetura. Dichaetura capricornia werd in 1865 voor het eerst wetenschappelijk beschreven door Metschnikoff. 